# 605
Раннє Середньовіччя. Триває чума Юстиніана. У Східній Римській імперії триває правління Фоки. Лангобарди частково окупували Італію і утворили в ній Лангобардське королівство. Франкське королівство розділене між правителями з династії Меровінгів. Іберію займає Вестготське королівство. В Англії триває період гептархії. Авари та слов'яни утвердилися на Балканах. Центр Аварського каганату лежить у Паннонії.
Китай об'єднаний під правлінням династії Суй. Індія роздроблена. В Японії триває період Ямато. У Персії править династія Сассанідів. Степову зону Азії та Східної Європи контролює Тюркський каганат, розділений на Східний та Західний.
На території лісостепової України в VII столітті виділяють пеньківську й празьку археологічні культури. У VII столітті продовжилося швидке розселення слов'ян. У Північному Причорномор'ї співіснують різні кочові племена, зокрема кутригури, утигури, сармати, булгари, алани, авари, тюрки.

## Події
- Відбулася реконструкція Кааби при якій Магомет був посередником між різними сторонами в суперечці щодо того, як покласти Чорний камінь.
- Полководця Нарсеса, який збунтував проти імператора Фоки, спалили заживо в Константинополі, куди він приїхав на мирні переговори. Відбулися страти інших людей, звинувачених у змові проти нового імператора, зокрема вдови Маврикія та його доньок.
- Бабуся короля Бургундії Теодоріха II Брунгільда підбурила його на війну проти брата Теодеберта II, але великі феодали Бургундії не підтримали його, і він змушений був укласти мир.
- У Китаї з метою побудови Великого каналу столицю перенесли з Чан'аня в Лоян.